# Podmokly (zámek, okres Děčín)
Zámeček Podmokly je někdejší zámek, respektive thunovský lovecký zámeček ve stejnojmenné části města Děčína, který dnes slouží jako sídlo Oblastního muzea v Děčíně. Nachází se v ulici Československé mládeže naproti děčínskému hlavnímu nádraží. Areál barokního zámečku, který kromě samotné budovy zahrnuje také historickou parkovou úpravu a sochu boha Ariona, je chráněn jako kulturní památka ČR.

## Historie

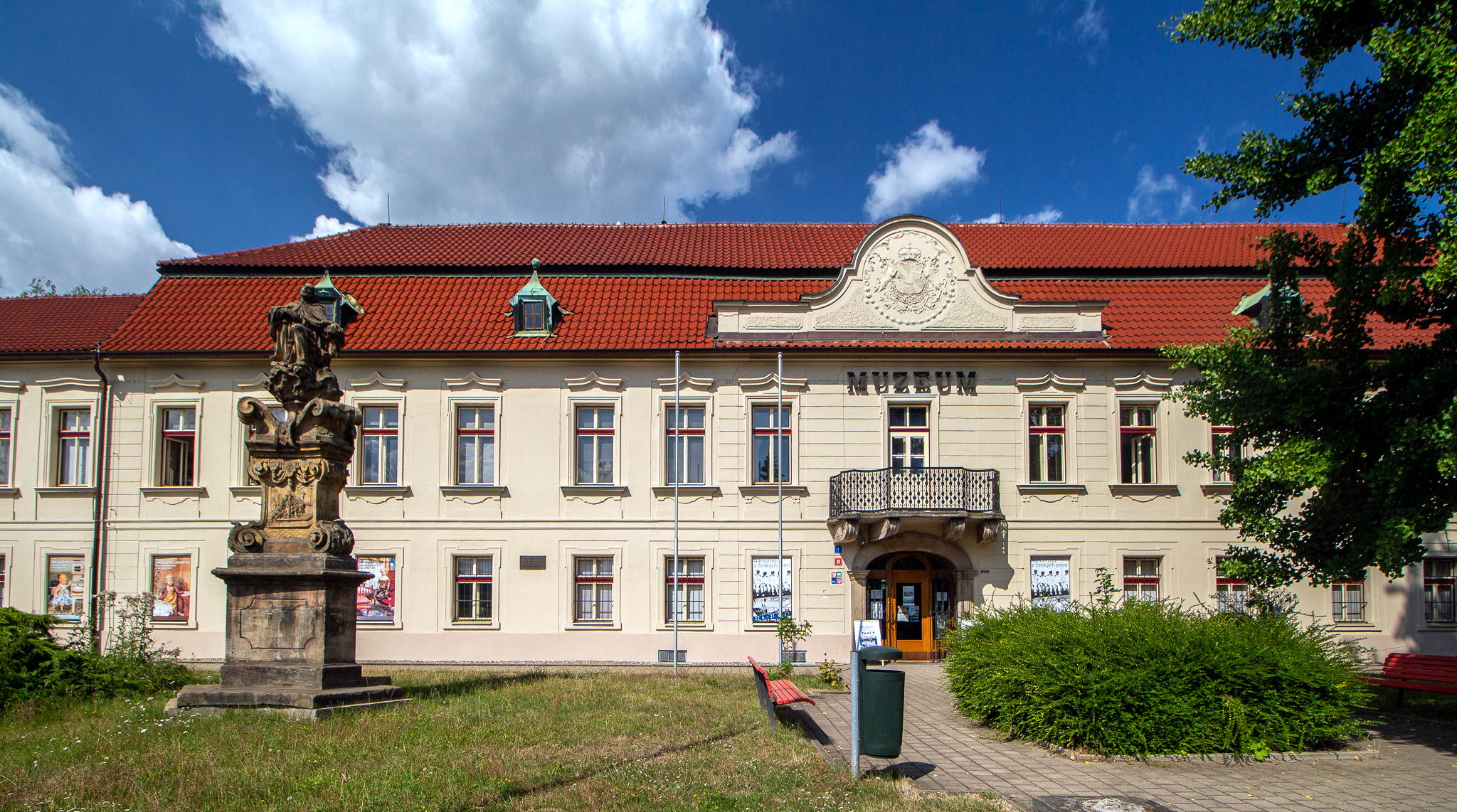
Lovecký zámeček dnes slouží jako sídlo Oblastního muzea

Podmokelský lovecký zámek nechal roku 1735 postavit podle plánů Jana Václava Kosche J. A. Thun. V první polovině 19. století byla budova rozšířena.

## Stavební podoba
Zámek tvoří hlavní jednopatrová budova, na kterou v pravém úhlu navazují tři boční křídla. Fasádu průčelí zdobí svislé rustikové pásy a lizénové rámy. Nad obdélnými okny jsou zvlněné nadokenní římsy. Hlavní vstup se nachází ve středním rizalitu. Průjezd je zaklenutý valenou klenbou s lunetami. V dalších prostorách byly použity valené nebo plackové klenby.